# 熊谷かほ
熊谷 かほ（くまがい かほ、1995年9月29日 - ）は、山梨県甲府市出身の日本の女子プロゴルファーである。

## 来歴
幼いころは新体操、小学生時代はフィギュアスケートをしていた。フィギュアスケートでは2006年「中部日本フィギュアスケート選手権大会」（2級クラス女子）で優勝している。その後ヘルニアの影響でリンクを離れるとジャンプが跳べなくなり、他競技への転向を考えた。
父親の勧めもあり11歳からゴルフを始め、中学生時代には山梨県のジュニア大会で優勝している。
高校は山梨学院大学附属高等学校に進学しゴルフ部に所属、2年生だった2012年に「関東高等学校ゴルフ選手権」（女子団体の部）で優勝している。
高校卒業後の2014年に日本女子プロゴルフ協会（LPGA）最終プロテストに進出するも50位タイで不合格。その後オーストラリアのゴールドコーストへゴルフ留学をする。
2015年LPGA最終プロテストに2度目の進出を果たすが、1打及ばず不合格。その後アメリカ合衆国のサンディエゴへゴルフ留学をする。
2016年LPGA最終プロテストに3度目の進出を果たし、18位タイで合格。LPGA88期生となる。
2017年2月より堀尾研仁に師事している。
QTランキング15位で迎えた2019年は主にLPGAツアーに参戦、4月の「スタジオアリス女子オープン」4位タイが最高位、賞金ランク107位。

## TV出演
- ゴルフサバイバル - BS日テレ